# Interview (wyspa)
Interview – wyspa archipelagu Andamany leżącego we wschodniej części Oceanu Indyjskiego. Wyspa zajmuje powierzchnię 99 km² i leży na zachód od cieśniny Austen, oddzielającej Andaman Północny od Andamanu Środkowego. Wchodzi w skład indyjskiego terytorium związkowego Andamany i Nikobary.